# Wagon osobowy

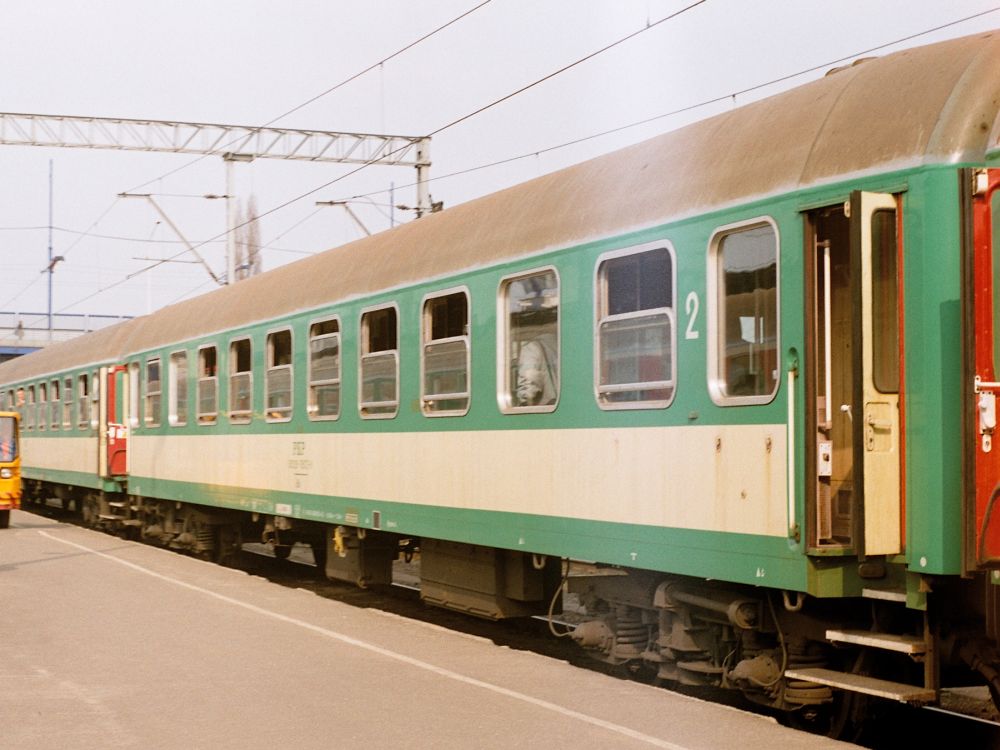
Zwykły wagon osobowy PKP Bd 2. klasy

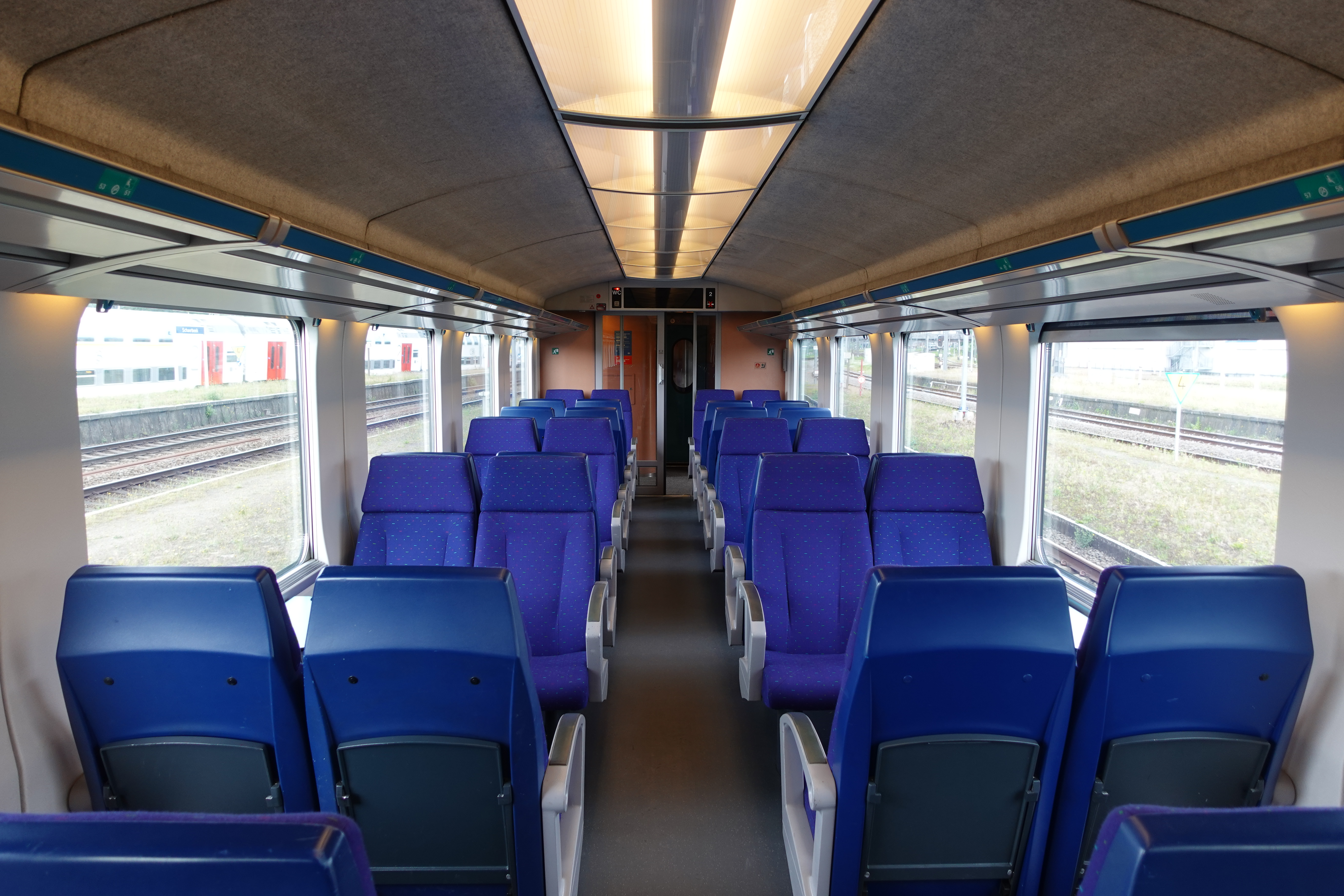
Wnętrze wagonu osobowego bez przedziałów

Wagon osobowy (również wagon pasażerski) – pojazd nietrakcyjny w składzie stałym lub zmiennym, przeznaczony do przewozu pasażerów. Wagon osobowy może posiadać kabinę maszynisty i nazywany jest wówczas wagonem sterowniczym.
Wagony osobowe dzieli się na doczepne i silnikowe. Wagon silnikowy porusza się bez lokomotywy, ewentualnie jest sprzęgnięty z innym wagonem. Natomiast wagon doczepny jest doczepiany do lokomotywy lub wagonu silnikowego. Wśród wagonów rozróżnia się przedziałowe i bezprzedziałowe. Wagony przedziałowe są podzielone przedziałami, w których jest sześć lub osiem miejsc (istnieją też wagony z przedziałami tzw. menedżerskimi, w których są tylko cztery miejsca). Używane są one przeważnie na dłuższych trasach. Natomiast wagony bezprzedziałowe są najczęściej używane w ruchu lokalnym, gdzie występuje częsta wymiana podróżnych. W wagonach bezprzedziałowych stosuje się wewnętrzny korytarz wzdłuż wagonu oraz szersze drzwi w środkowej części wagonu.

## Historia

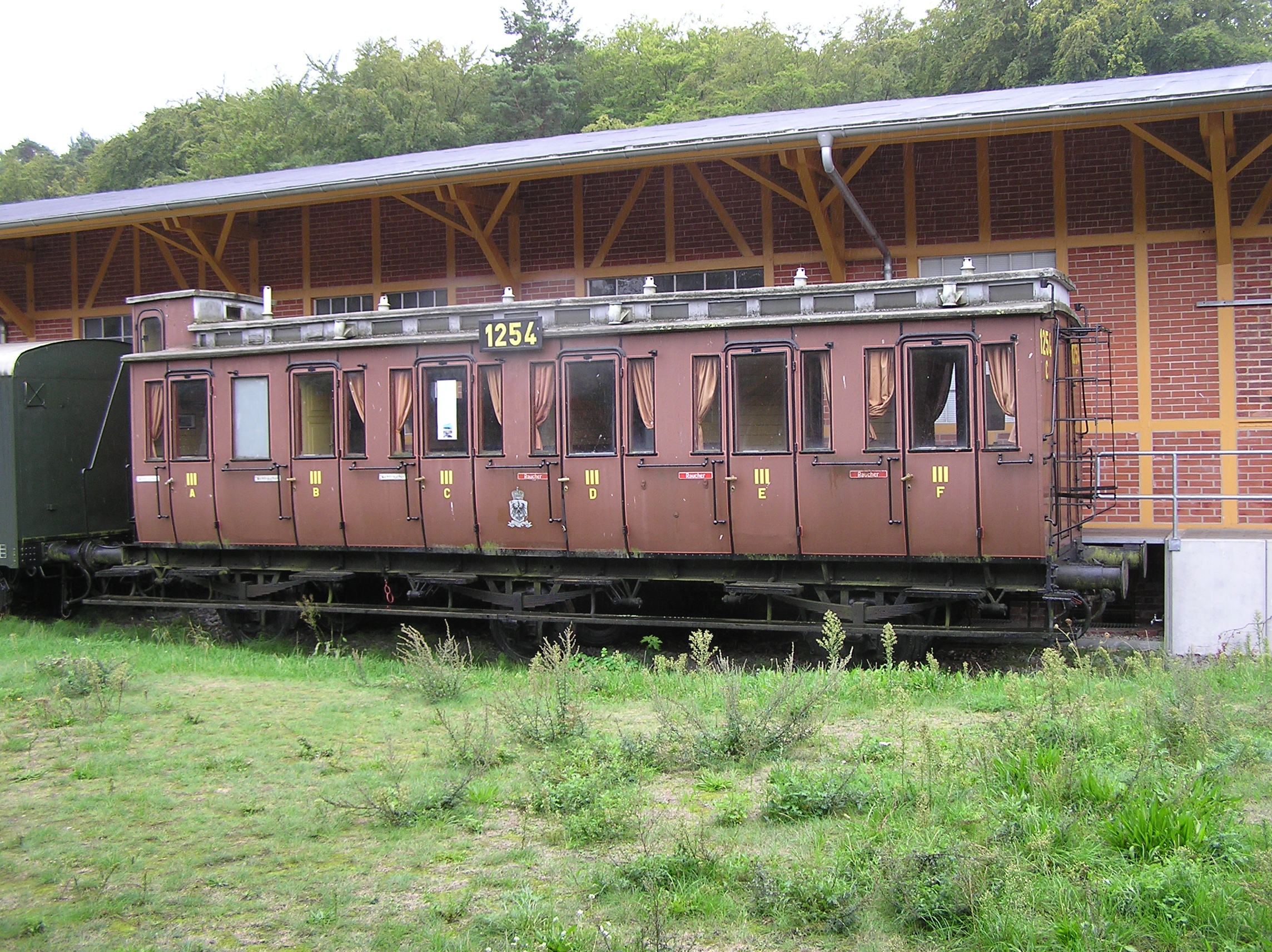
Boczniak 3. klasy Pruskich Kolei Państwowych

Pierwsze wagony osobowe powstały w Wielkiej Brytanii w latach 30. XIX w. i były eksploatowane na linii Manchester-Liverpool. Do około końca XIX wieku wagony pasażerskie były budowane najczęściej z drewna. W powszechnym użyciu był wówczas wagon typu boczniak. W latach 90. XIX w. pojawiły się wagony typu pullmanowskiego, z korytarzem wzdłuż wagonu i przejściami w ścianach czołowych. Wagony osobowe projektowano i eksploatowano w 3, a nawet 4 klasach podróży, przy czym wagony 4. klasy były w niektórych okresach odkryte. W XX w. głównym materiałem do budowy wagonów stała się stal, najpierw nitowana, a następnie spawana. 

## Klasa wagonu
W pociągach stosowanych w Europie Zachodniej i Środkowej wyróżnia się dwie klasy wagonów: 1 i 2.
Pierwsza klasa ma trzy miejsca w rzędzie, przez co fotele są szersze. Dodatkowo można je rozłożyć. Często w przedziałach są gniazda 230 V i indywidualne oświetlenie. Przedziały klasy 1 są też przeważnie dłuższe niż klasy 2, co powoduje, że na standardowej długości wagonu znajduje się dziewięć przedziałów, przy dziesięciu-jedenastu w klasie 2. Ponadto wagony te posiadają lepszą izolację akustyczną. Druga klasa ma bardzo zróżnicowany standard. Zazwyczaj znajdują się 4 miejsca w rzędzie lub nawet 3 (najczęściej wagony zdeklasowane lub w pociągach o wysokim standardzie, np. Intercity).

## Drzwi w wagonach

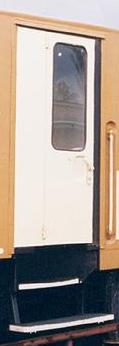
Drzwi skrzydłowo-łamane (wagon bagażowy)

W osobowych wagonach kolejowych stosuje się kilka rodzajów drzwi wejściowych.
Drzwi dwuskrzydłowe rozsuwane – w tym rozwiązaniu drzwi wchodzą w specjalne luki w bokach wagonów. Rozsuwanie następuje ręcznie np. w wagonach Bhp lub za pomocą centralnie sterowanych silników np. w elektrycznych zespołach trakcyjnych.

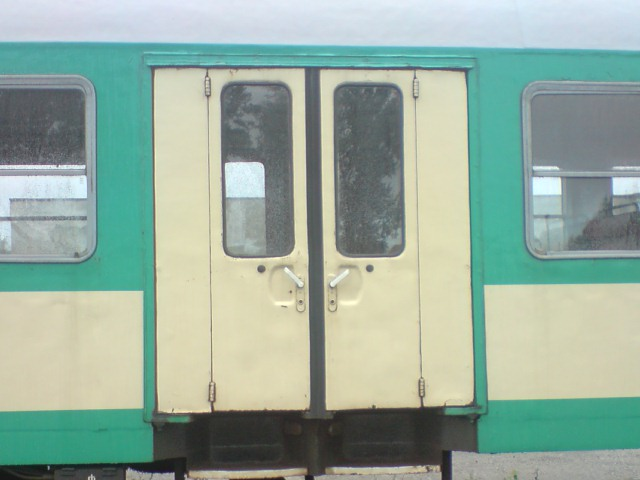
Drzwi skrzydłowo-łamane w 120A

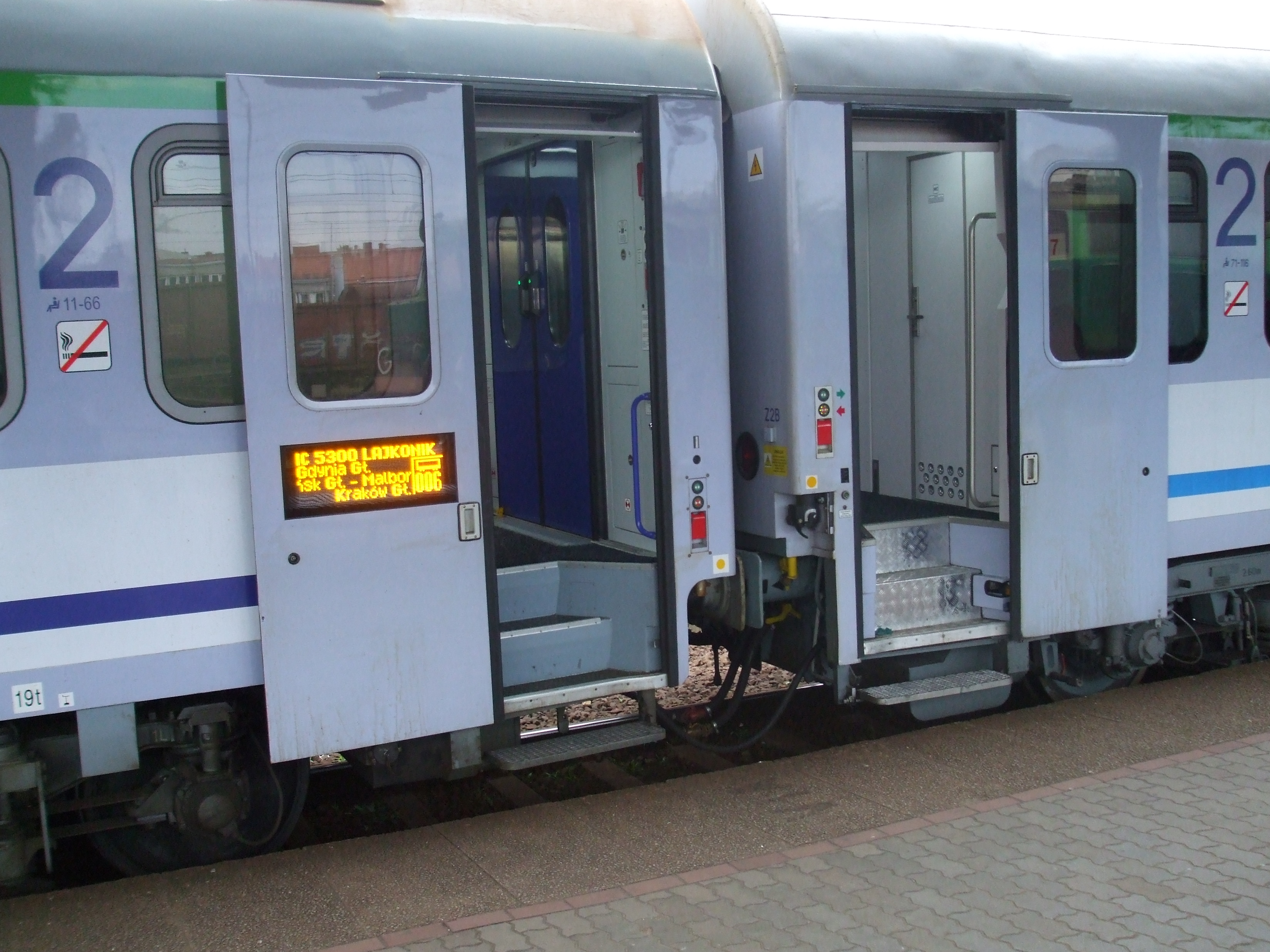
Drzwi odskokowo-przesuwne

Drzwi skrzydłowe składają się z jednego otwieranego na zewnątrz lub do wewnątrz skrzydła.
Z uwagi na to, iż otwarte drzwi skrzydłowe otwierane na zewnątrz wystają poza wymaganą skrajnię, obecnie praktycznie niestosowane – spotkać można je w niektórych wagonach zabytkowych, a także w obsługiwanych wyłącznie przez obsługę pociągu drzwiach od przedziału służbowo-bagażowego EN57.
Drzwi skrzydłowe otwierane do wewnątrz występują w wagonach bagażowych Ds i BDs (obecnie stosowane jako wagony do przewozu rowerów; drzwi pozbawione zostały klamek umożliwiających ich otwieranie).
Drzwi tego typu używane są również w niektórych węglarkach (posiadających drzwi).
Drzwi skrzydłowo-łamane są najpopularniejszymi drzwiami w wagonach osobowych użytkowanych na polskich kolejach. Drzwi te składają się z dwóch skrzydeł, które jeśli są zamknięte – tworzą jedną powierzchnię, natomiast podczas otwierania jedna z tych powierzchni jest załamywana do wewnątrz wagonu, a druga, większa – na zewnątrz. Dzięki takiemu rozwiązaniu wagon nawet z otwartymi drzwiami cały czas mieści się w wymaganej skrajni. Tego typu drzwi występują w wagonach typów 111A, 112A (w tym 112At), 120A oraz YB BAUTZEN.
Drzwi odskokowo-przesuwne są stosowane w autobusach szynowych, elektrycznych zespołach trakcyjnych i najnowszych wagonach osobowych (większość z nich jeździ w składach IC). Drzwi te w przeciwieństwie do rozsuwanych otwierają się na zewnątrz. Jednakże są tam prowadzone na specjalnych ramionach napędzanych małymi silniczkami. Otwarcie drzwi następuje przez naciśnięcie przycisku. Czasem stosuje się otwieranie centralne, ale jest to stosowane prawie wyłącznie w tramwajach.

## Ogrzewanie w wagonach

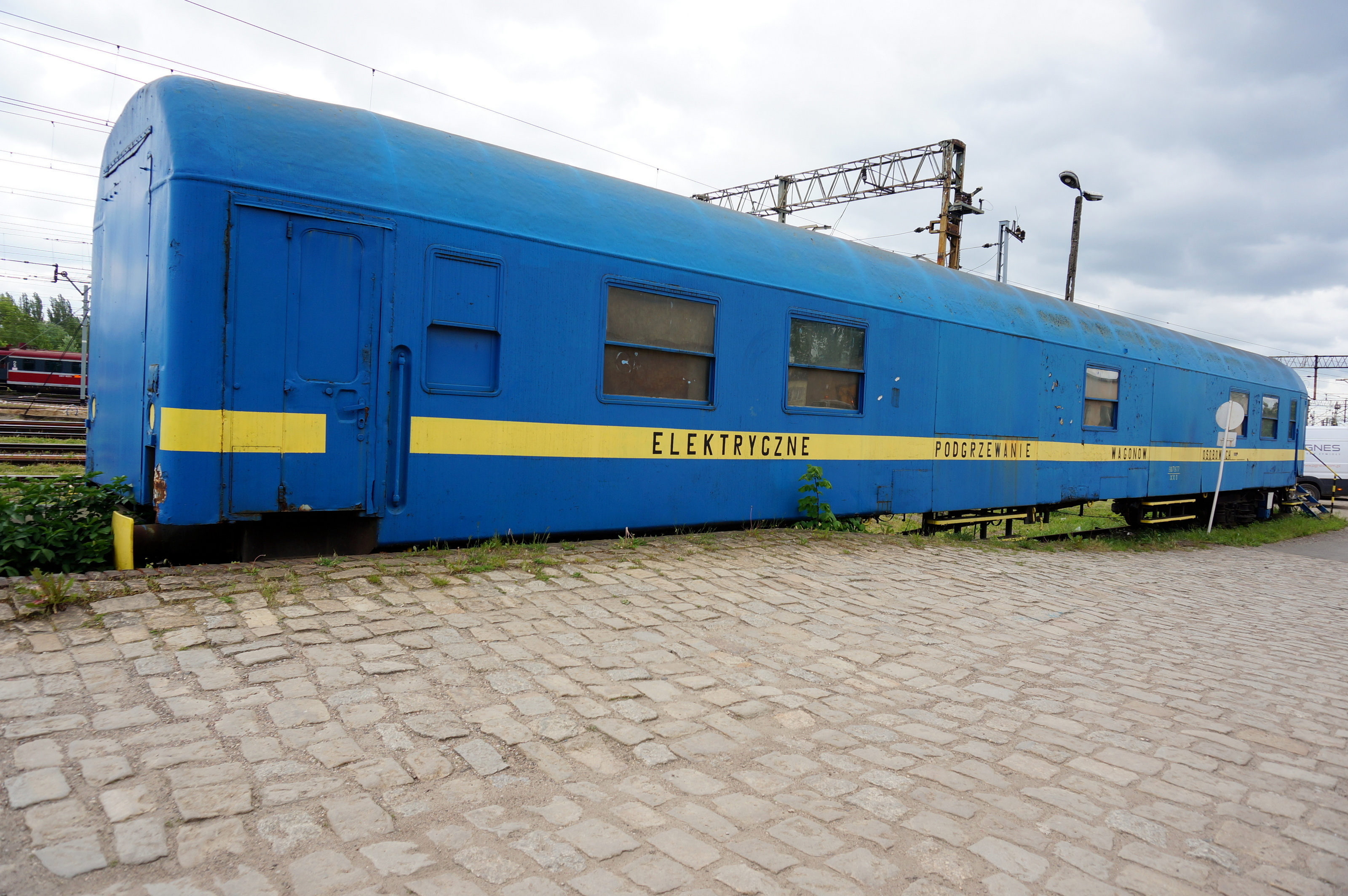
Przebudowa na wagon techniczny "Elektryczne Podgrzewanie Wagonów Osobowych" (Poznań)

Pierwszym systemem ogrzewania w wagonach pasażerskich były tak zwane gorące podnóżki, czyli blaszane zbiorniki mające około 20 litrów pojemności, obite tkaniną. Zbiorniki te były napełniane wodą na stacjach. System ten był stosowany do około 1910 roku. Gorące podnóżki były bardzo nieergonomicznym rozwiązaniem; dodatkowo wymagały częstych uzupełnień wody, powodując przestoje pociągów.
Kolejnym systemem ogrzewania (stosowanym głównie na liniach lokalnych) były piece. System ten był możliwy do zastosowania w wagonach bezprzedziałowych i polegał na zastosowaniu pieca z żeliwa. Podstawową wadą tego rozwiązania było nierównomierne ogrzewanie przedziału. Dodatkowo potrzebny był dodatkowy palacz. System ten był stosowany nawet do lat 50. XX wieku. Jednakże w końcowej fazie tylko w wagonach gospodarczych i technicznych.
Ogrzewanie gazowe w wagonach osobowych było stosowane bardzo krótko, gdyż było niebezpieczne i dość drogie. System ten polegał na stosowaniu kilku małych grzejników gazowych połączonych z piecem gazowym.
Zmodyfikowanym systemem ogrzewania piecowego były piece brykietowe. Piec znajdował się na zewnątrz i ogrzewał powietrze lub wodę w zbiorniku; następnie zbiornik ten ogrzewał wagon. Jednakże nie sprawdził się ze względu na kłopotliwą obsługę oraz wysokie koszty eksploatacji. System ten był stosowany w wagonach PKP do lat 50. XX wieku.
Ogrzewanie powietrzne jest znacznie ulepszoną wersją pieców brykietowych. Piec opalany był koksem, ogrzewał powietrze, które rurkami rozchodziło się do grzejników. Ponadto piece te posiadały regulację. Jednakże czym dalej od pieca, tym regulacja była mniej dokładna i zależna od ustawień we wcześniejszych przedziałach.
Ogrzewanie wodne jest lepszą wersją ogrzewania powietrznego, z tą różnicą, że zamiast powietrza w rurach płynęła woda, co znacznie poprawiło możliwość regulacji. W wersji ulepszonej woda nie była podgrzewana przez piec, lecz elektrycznie (z lokomotywy). W tej wersji stosuje się ją czasem nawet do dziś, głównie w wagonach sypialnych (wagon może być ogrzewany niezależnie, także po odłączeniu od lokomotywy).
Ogrzewanie parowe jest to pierwszy system ogrzewania nieindywidualnego. Obecnie system ten nie jest stosowany, jednakże są jeszcze lokomotywy i wagony posiadające ten system. Ogrzewanie to było popularne w czasach parowozów, wtedy była stosowana para z kotła parowozu. W niektórych lokomotywach spalinowych stosowano kotły parowe, które do ogrzania wody wykorzystywały gorące spaliny z silnika. Jeśli lokomotywa nie mogła ogrzać wagonów (nie posiadała kotła) stosowane były wagony ogrzewcze.
Ogrzewanie elektryczne to system, który polega na grzejnikach elektrycznych podłączonych do lokomotywy lub zasilanych z prądnic znajdujących się przy wózku. Często umożliwia regulację (0, 1/3, 2/3, 1). System ten zyskał popularność podczas postępującej elektryfikacji szlaków. Lokomotywy elektryczne posiadają sprzęgi ogrzewania, na które podawany jest prąd bezpośrednio z sieci trakcyjnej. W lokomotywach spalinowych stosuje się specjalne prądnice zasilające ogrzewanie odpowiednio wysokim napięciem. Ponadto możliwe jest ogrzewanie wagonów podczas postoju na stanowiskach elektrycznego ogrzewania wagonów.
Ogrzewanie elektryczne nawiewowe to nowoczesny system ogrzewania, polegający na wtłaczaniu do przedziałów gorącego powietrza ogrzewanego przez grzejniki elektryczne, taki system często posiada także pełną regulację temperatury.
Obecnie najnowocześniejsze wagony są klimatyzowane.

## Zasilanie wagonów
W wagonach osobowych można spotkać instalacje niskiego oraz wysokiego napięcia.
Instalacja niskiego napięcia (najczęściej jest to napięcie 24V) stosowana jest głównie do zasilania oświetlenia. Aby zasilić tę instalację stosuje się prądnice wytwarzające prąd podczas jazdy, podczas postoju instalacja zasilana jest z akumulatorów (które są ładowane podczas jazdy). Ponadto w niektórych nowszych wagonach stosuje się przetwornice statyczne, które są w stanie zamienić wysokie napięcie na niskie.
Instalacja wysokiego napięcia (w wagonach PKP jest to około 3kV) jest stosowana głównie do zasilania ogrzewania oraz klimatyzacji, może także zasilać przetwornice statyczne. Prąd brany jest z lokomotywy, elektrowozy podają prąd bezpośrednio z sieci trakcyjnej a spalinowozy posiadają specjalne prądnice. Instalację można też zasilić podczas postoju wagonu na stanowisku elektrycznego ogrzewania wagonów. Napięcie w tej instalacji może się zmieniać, zależy to od obciążenia sieci trakcyjnej (zasilanie z elektrowozu) lub ustawienia prądnicy (zasilanie z lokomotywy spalinowej).